# Tusk (U-Boot)
Die Tusk (SS-426) ist ein konventionell angetriebenes U-Boot der United States Navy aus der Balao-Klasse.

## Baugeschichte
Das Boot wurde am 6. Juni 1942 bestellt und am 23. August 1943 erfolgte die Kiellegung bei William Cramp and Sons in Philadelphia. Der Stapellauf fand am 8. Juli 1945 statt. Das Boot wurde am 11. April 1946 als USS Tusk (SS-426) in Dienst gestellt.
1947 wurde das Boot im Rahmen des Greater Underwater Propulsion Power Programs zur sogenannten Guppy-Klasse umgebaut und umfangreich modernisiert.

## Untergang derCochino(SS-345)
Am 25. August 1949 ereignete sich an Bord der Cochino, einem Schwesterschiff der Tusk, aufgrund schwerer See eine Explosion im Batterieraum. Beide Boote versuchten 14 Stunden das so entstandene Feuer unter Kontrolle zu bekommen. Am 26. August 1949 ereignete sich eine weitere Explosion und die Cochino musste aufgegeben werden. Die Besatzungsmitglieder wurden von der Tusk aufgenommen. Der Unfall kostete einem zivilen Techniker des Bureau of Ships und sechs Seeleute der Tusk das Leben. Alle Opfer wurden von hohen Wellen ins Meer gespült. Die Cochino hatte keine Verluste zu beklagen.

## Verbleib
Das Boot wurde am 18. Oktober 1973 außer Dienst gestellt und an die Marine der Republik China übergeben. Dort wurde das Boot als Hai Pao (S-792) in Dienst genommen. Das Boot ist offiziell immer noch im Dienst und liegt seit November 2015 aufgelegt im Hafen der Kaohsiung Naval Base.